# Thricops
Thricops is een geslacht van insecten uit de familie van de echte vliegen (Muscidae), die tot de orde tweevleugeligen (Diptera) behoort.

## Soorten
- T. aculeipes (Zetterstedt, 1838)
- T. albibasalis (Zetterstedt, 1849)
- T. beckeri (Pokorny, 1892)
- T. bukowskii (Ringdahl, 1934)
- T. calcaratus (Porchinskiy, 1881)
- T. coquilletti (Malloch, 1920)
- T. culminum (Pokorny, 1889)
- T. cunctans (Meigen, 1826)
- T. diaphana (Wiedemann, 1817)
- T. diaphanus (Wiedemann, 1817)
- T. fimbriata (Coquillett, 1904)
- T. foveolatus (Zetterstedt, 1845)
- T. furcatus (Stein, 1916)
- T. genarum (Zetterstedt, 1838)
- T. hirtulus (Zetterstedt, 1838)
- T. ineptus (Stein, 1920)
- T. innocua (Zetterstedt, 1838)
- T. innocuus (Zetterstedt, 1838)
- T. lividiventris (Zetterstedt, 1845)
- T. longipes (Zetterstedt, 1845)
- T. medius (Stein, 1920)

- T. nigrifrons (Robineau-Desvoidy, 1830)
- T. nigritellus (Zetterstedt, 1838)
- T. rostratus (Meade, 1882)
- T. rufisquama (Schnabl, 1915)
- T. rufisquamus (Schnabl, 1915)
- T. semicinereus (Wiedemann, 1817)
- T. separ (Zetterstedt, 1845)
- T. septentrionalis (Stein, 1898)
- T. simplex (Wiedemann, 1817)
- T. spiniger (Stein, 1904)
- T. sudeticus (Schnabl, 1888)
- T. tarsalis (Walker, 1852)
- T. tatricus Gregor, 1988
- T. villicrura (Coquillett, 1900)
- T. villosus (Hendel, 1903)